# Castello di Rende
Das Castello di Rende (auch Castello Normanno genannt) ist eine Burg aus dem 11. Jahrhundert im historischen Zentrum von Rende in der italienischen Region Kalabrien. Dort ist heute ein Museum für zeitgenössische Kunst untergebracht, das nach Roberto Bilotti Ruggi d’Aragón benannt ist.

## Geschichte
Die imposante Burg wurde 1095 auf Geheiß von Bohemund von Tarent erbaut, der die Verteidigungsanlage zum Schutz der Stadt und ihrer Bewohner errichten ließ.
Die Festung war zusammen mit ihrer Umfassungsmauer nur der Beginn eines umfangreicheren und ambitionierteren Projektes, das von Robert Guiskard, seinem Vater, erdacht worden war und eine Verteidigungslinie durch das gesamte Cratital vorsah, das die Gebiete von Bisignano, Montalto Uffugo, Rende und Cosenza umfasste.

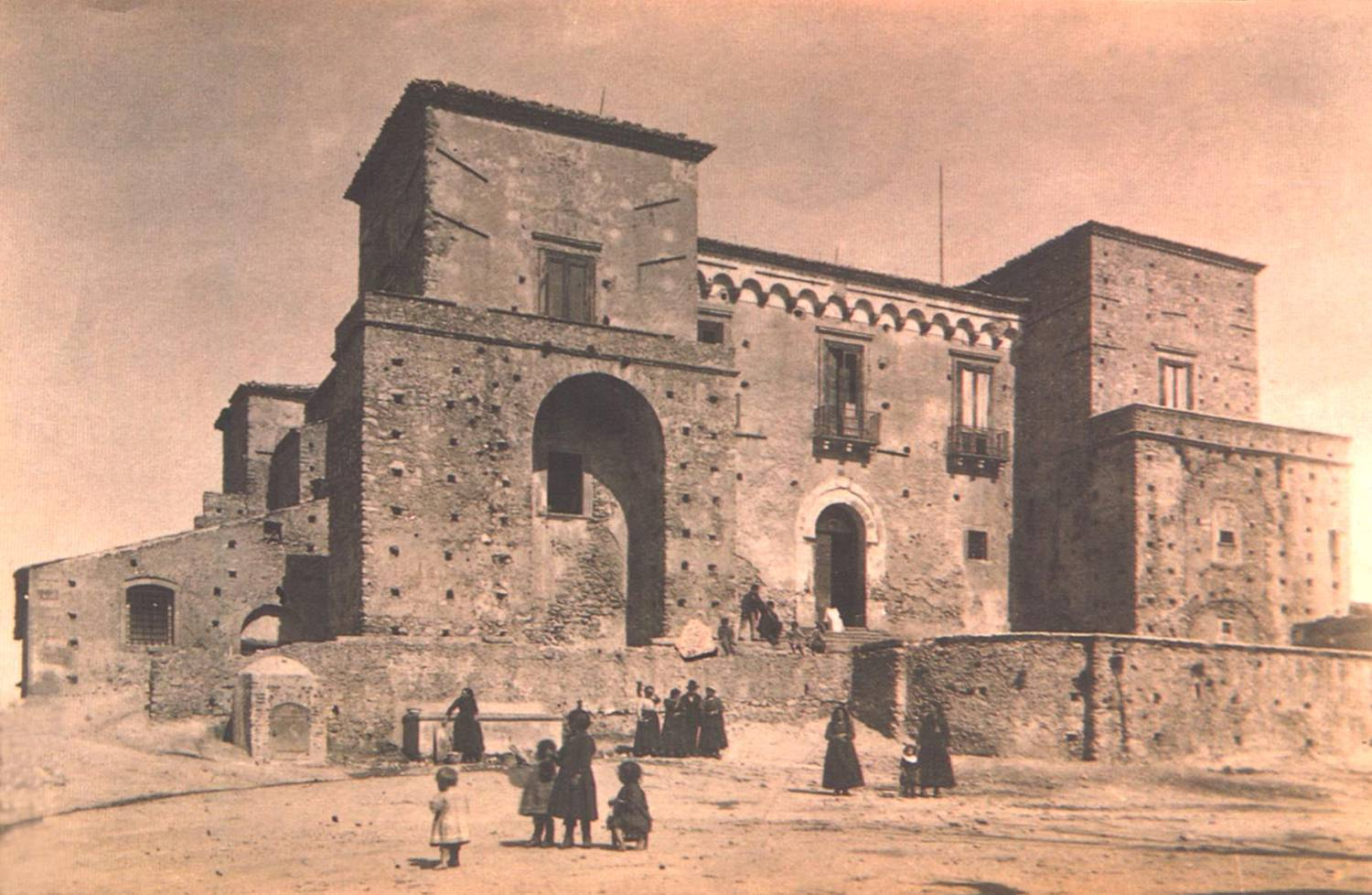
Die Burg 1911

Die Burg in Rende, die als eine der ersten gebaut wurde, diente als Militärbasis für die Vorbereitung und die Teilnahme am 1. Kreuzzug, der 1096 begann und von dem vorher erwähnten Bothemund von Tarent angeführt wurde.
Das Castello di Rende fiel später an die Staufer und von ihnen an das Haus Anjou, an das Haus Aragón und an die Grafen Adorno. In der Neuzeit wurde es in einen Adelspalast umgewandelt und kam in den Besitz illustrer Familien, wie den Alacóns von Mendoza und den Magdalones, den letzten Bewohnern, bevor die Burg 1922 Sitz der Stadtverwaltung von Rende wurde, was sie bis 2011 blieb.

## Beschreibung

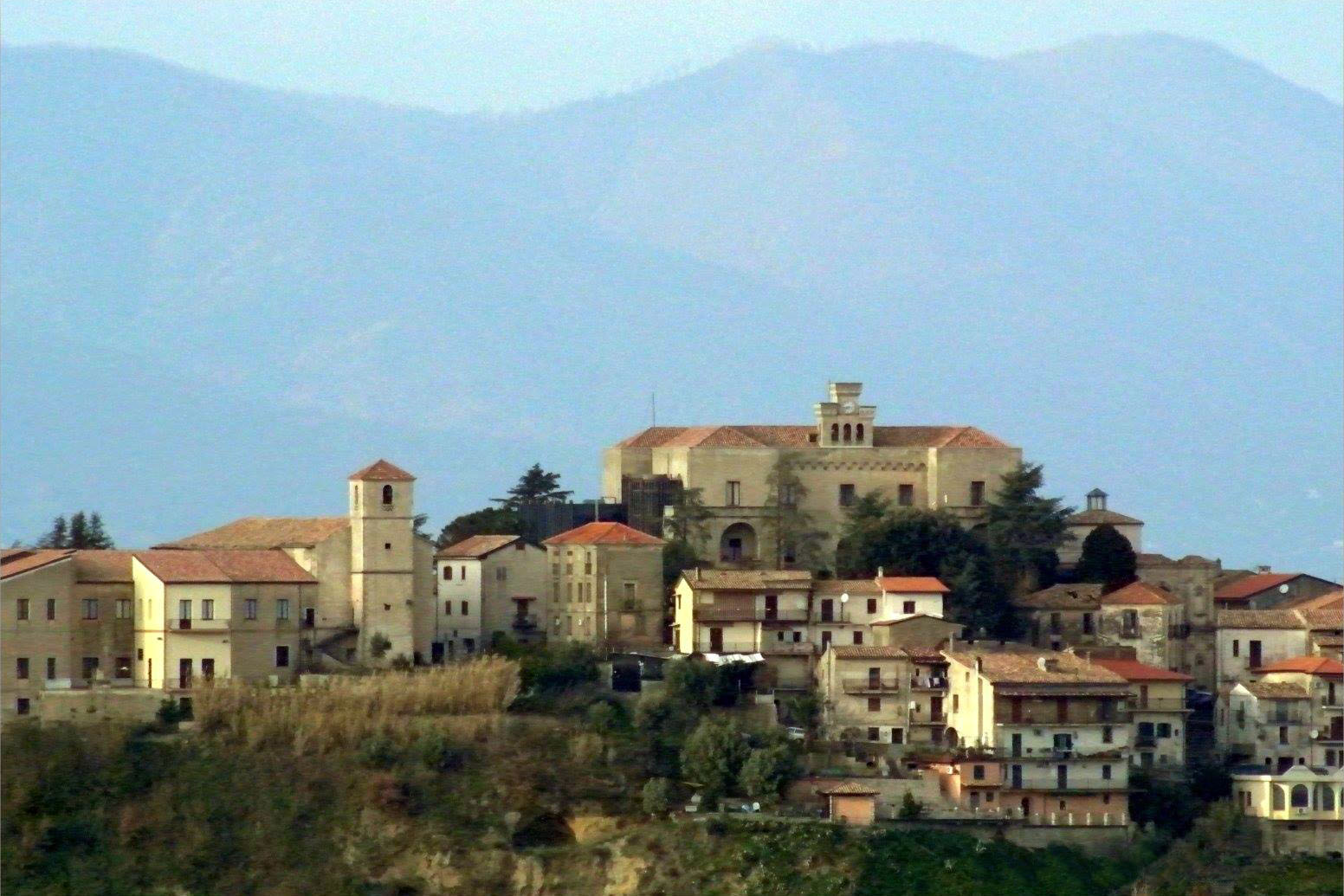
Das Klarissenkloster befindet sich rechts neben der Burg

Dank der besonderen Form des Hügels, auf dem der mächtige Gebäudekomplex steht, ist der Zugang zur Festung zweifellos schwierig: Seine Mauern mit gut zwei Metern Dicke und diese Elemente machen die Burg absolut unangreifbar. Die Normannen vermieden es sogar, einen Burggraben auszuheben, wie es sonst ihre Art war (wenn man an die Burgen von Fiumefreddo oder Corigliano Calabro denkt), aber legten besonderen Wert auf die Wachtürme, heute vier, aber ursprünglich vielleicht sogar fünf, die mit zahlreichen Schießscharten für Langstreckenwaffen ausgestattet waren. Der Schutz war auch während der hartnäckigsten Belagerungen gewährleistet: Im Hof wurde eine große Zisterne zur Sammlung von Regenwasser gebaut, das in Notzeiten genutzt werden konnte.

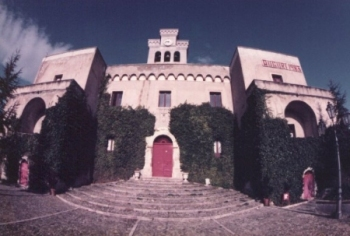
Die Burg von der Treppe aus, die zum Hof führt

Die Burg wurde mit zahlreichen Schießscharten und kleinen Fenstern ausgestattet, die den Angriffen dienten, die mit Bögen von der Balustrade aus ausgeführt wurden. Unterhalb der Mauern wurde eine große Zisterne zur Sammlung von Wasser errichtet, das als Grundstock für alle Bewohner innerhalb der Wehrmauer diente.
Neben dem zentralen Turm, dem höchsten, erwiesen sich die beiden seitlichen Türme als besonders effektiv: Die drei Türme, die man um die Burganlage sehen kann, wurden zu einem Teil des Wappens der Stadt Rende, das um 1222 anlässlich der Einweihung des Doms von Cosenza in Gegenwart des Kaisers Friedrich II. installiert wurde.
Im Inneren der Burg sieht man die beiden Wappen, die den Familien gehörten,  die dort im Laufe der folgenden Jahrhunderte wohnten, den Magdalones und den Alarcóns von Mendoza.

## Museum zeitgenössischer Kunst

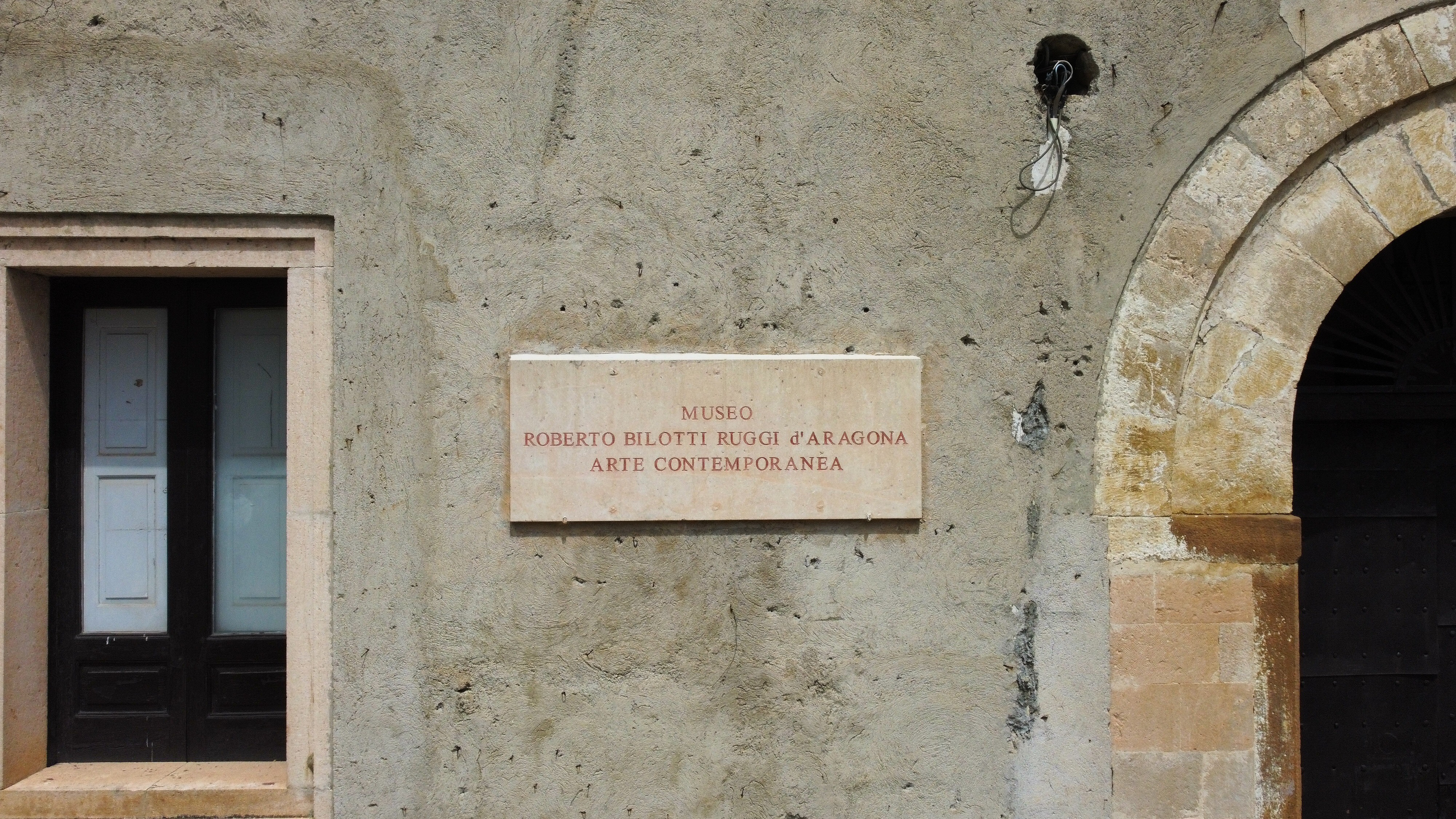
Die Tafel des Museums an der Außenwand

Die Burg, die auch „Gigante di Pietra“ (dt.: Steingigant) genannt wurde, war bis 2011 Sitz der Stadtverwaltung und ab 2012 ist dort das Museum für Zeitgenössische Kunst „Bilotti“ untergebracht. Das Museum, das auf eine private Stiftung von Roberto Bilotti Ruggi d’Aragón zurückgeht, zeigt eine beachtliche Vielfalt von Werken zeitgenössischer Kunst, von der Malerei bis zur Bildhauerei, von der Fotografie über Kunstinstallationen bis zur Videokunst. Die Dauerausstellung beinhaltet Werke von Andy Warhol, Claudio Abate, Mario Ceroli, Luigi Ontani, Bruno Ceccobelli, aber auch Werke jüngerer Künstler, wie Chiara Dynys, Omar Galliani, Guentalina Salini, Maurizio Savini und Pietro Ruffo – von dem der Deutsche aus dem Zweiten Weltkrieg, gefertigt aus Holz und bedeckt von den Blättern eines Buches mit jüdischen Gebeten, geschnitzt in Form von Skarabäen, ausgestellt ist. Neben der Dauerausstellung finden sich temporäre Ausstellungen, unter denen die Initiative „Scatole d’Artista“ (dt.: Künstlerboxen) hervorsticht, die ein Museum zeigt, das auch ein Kulturlabor sein soll, ein Ort der Zusammenkunft für Veranstaltungen, Konferenzen, Seminare und Workshops.